# Kristen Nygaard (piłkarz)
Kristen Nygaard Kristensen (ur. 9 września 1949 w Sunds) – duński piłkarz występujący na pozycji pomocnika. Trener piłkarski.

## Kariera klubowa
Nygaard karierę rozpoczynał w sezonie 1968 w trzecioligowym zespole IF Fuglebakken. W sezonie 1968 awansował z nim do drugiej ligi. W 1972 roku przeszedł do holenderskiego AZ Alkmaar. Jego barwy reprezentował przez 10 sezonów. W tym czasie wywalczył z zespołem mistrzostwo Holandii (1981), wicemistrzostwo Holandii (1980) oraz trzy Puchary Holandii (1978, 1981, 1982). W sezonie 1980/1981 dotarł też do finału Pucharu UEFA.
W 1982 roku Nygaard przeszedł do francuskiego Nîmes Olympique, grającego w Division 2. W sezonie 1982/1983 awansował z nim do Division 1. W kolejnym sezonie spadł jednak z powrotem do Division 2. W sezonie 1986/1987 był grającym trenerem Nîmes. W 1987 roku odszedł do amatorskiej drużyny ESGC Uzès, występującej w piątej lidze. Tam zakończył karierę.

## Kariera reprezentacyjna
W reprezentacji Danii Nygaard zadebiutował 7 lipca 1970 w zremisowanym 0:0 towarzyskim meczu z Islandią. 28 lipca 1971 w wygranym 3:2 towarzyskim pojedynku z Japonią strzelił pierwszego gola w kadrze. W 1972 roku wziął udział w Letnich Igrzyskach Olimpijskich, zakończonych przez Danię na drugiej rundzie.
W latach 1970–1979 w drużynie narodowej rozegrał 30 spotkań i zdobył 6 bramek.